# Trinité – d'Estienne d'Orves (stanice metra v Paříži)
Trinité – d'Estienne d'Orves je nepřestupní stanice pařížského metra na lince 12 v 9. obvodu v Paříži. Nachází se v ulici Rue de Châteaudun.

## Historie
Stanice byla otevřena 5. listopadu 1910, kdy byla otevřena Linka A, kterou provozovala Compagnie Nord-Sud. Tento první úsek vedl od Porte de Versailles do Notre-Dame-de-Lorette. V roce 1930 převzala dráhu od Compagnie Nord-Sud společnost Compagnie du Métropolitain de Paris a Linka A se stala linkou s pořadovým číslem 12.

## Název
Jméno stanice se skládá ze dvou částí. Trinité neboli Nejsvětější Trojice je název nedalekého kostela zasvěceného Nejsvětější Trojici vystavěný v letech 1861–1867.
Honoré d'Estienne d'Orves (1901–1941) byl námořní důstojník, po němž bylo pojmenováno náměstí před kostelem. Za druhé světové války byl vyslán do okupované Francie, po vyzrazení byl zatčen a popraven 29. srpna 1941.

## Zajímavosti v okolí
- Kostel Nejsvětější Trojice (Paříž)